# Alim Gadanov
Alim Gadanov (* 20. října 1983) je bývalý ruský zápasník–judista a sambista tatarského původu.

## Sportovní kariéra
Zápasení se věnoval od pěti let. V začátcích své sportovní kariéry se připravoval v Nalčiku pod vedením Olega Saralpova. Papírově zastupoval klub Gladiator, který v Čeljabinské oblasti vytvořil a sponzoroval vlivný kavkazský podnikatel Nazir Chapsirokov. V ruské judistické reprezentaci se pohyboval od roku 2005 a od roku 2007 na pozici reprezentační jedničky v pololehké váze do 66 kg. V roce 2008 uspěl v ruské nominaci na olympijské hry v Pekingu. Ve čtvrtfinále prohrál na ippon s Francouzem Benjaminem Darbeletem a spadl do oprav. V opravách se probojoval do boje o třetí místo proti Kubánci Yordanisi Arencibiovi a nakonec obsadil páté místo, když Kubánci podlehl na juko.
Po olympijských hrách si jako jediný člen reprezentačního družstva odvolaného trenéra Sergeje Tabakova udržel své místo u nového hlavního trenéra ruské reprezentace Ezia Gamby. Z Nalčiku se přesunul do Moskvy, kde se připravoval pod vedením svého bratra Zalima. V roce 2012 se pohyboval na druhém místě světového žebříčku IJF, ale v ruské nominaci na olympijské hry v Londýně dostal přednost krajan Musa Moguškov. Od roku 2015 startoval v lehké váze do 73 kg, ve které se v ruské reprezentaci neprosazoval. Sportovní kariéru ukončil na podzim 2016. Žije v Moskvě a věnuje se trenérské práci.
Alim Gadanov byl pravoruký judista, mimořádně silný v boji na blízko. Jeho charakteristickou (osobní) technikou byl tzv. sambistický zalamovák, ko-uči-gake též zvaný ko-uči-makikomi.

### Vítězství
- 2007 – 1x světový pohár (Rotterdam)
- 2009 – 2x světový pohár (Rio, Apia)
- 2010 – 2x světový pohár (Rio, Čching-tao)
- 2011 – 2x světový pohár (Moskva, Čching-tao)
- 2012 – 3x světový pohár (Düsseldorf, Lisabon, Čching-tao)
- 2013 – 1x světový pohár (Buenos Aires)

## Výsledky
| Turnaj             | 2005           | 2006           | 2007           | 2008           | 2009           | 2010           | 2011           | 2012           | 2013           | 2014           |
| Turnaj             | 22             | 23             | 24             | 25             | 26             | 27             | 28             | 29             | 30             | 31             |
| Turnaj             | pololehká váha | pololehká váha | pololehká váha | pololehká váha | pololehká váha | pololehká váha | pololehká váha | pololehká váha | pololehká váha | pololehká váha |
| ------------------ | -------------- | -------------- | -------------- | -------------- | -------------- | -------------- | -------------- | -------------- | -------------- | -------------- |
| Olympijské hry     |                |                |                | 5.             |                |                |                | —              |                |                |
| Mistrovství světa  | —              |                | úč.            |                | 5.             | 7.             | úč.            |                | úč.            | —              |
| Mistrovství Evropy | —              | —              | úč.            | 3.             | 3.             | —              | 3.             | 1.             | —              | úč.            |
| ME do 23 let       | úč.            |                |                |                |                |                |                |                |                |                |